# Улица Калинина (Иваново)
У́лица Кали́нина — улица города Иванова. Располагается в Октябрьском районе. Начинается от Вокзальной площади и идёт в южном направлении до реки Уводь. Параллельно на востоке и западе от улицы проходят проспекты Шереметевский (бывш. Фридриха Энгельса) и Ленина. Пересекается с улицами: Набережная, Батурина, 8 Марта, Демидова, Дунаева, Комсомольская, Семенчикова, Громобоя, Международная, Адрианова, 9 Января, Октябрьская, Фурманова, Карла Маркса, Станционная.

## Происхождение названия

Местечко Ямы. Начало XX века

Первоначально улица называлась Центральной, которая была образована в 1927 году путём объединения улиц Ям (название произошло от поселка Ямы), 1-го Крестьянского и Кузнецовского переулков (название произошло от владельца дома в поселке Ямы). В 1951 году переименована в честь Калинина М. И.

## Архитектура
В 1930-е годы вдоль улицы началось строительство многоквартирных домов. Предполагалось, что это будет главная улица города, которая пройдёт от вокзала до Соснева. В настоящее время основную часть застройки составляют многоэтажные жилые дома советской планировки, т. н. сталинки. Характерными памятниками советского конструктивизма 1930-х являются «Жилые дома облсовнархоза», построенные по проекту архитектора Н. И. Кадникова в 1935—1947 годах, и «Дом специалистов» (1935) архитектора А. Ф. Снурилова
На улице располагается ОАО «Ивановоэнергосбыт», 10-я поликлиника, на перекрёстке с улицей 8 Марта примыкает здание Ивановского политехнического университета (ИвГПУ).

## Транспорт
Маршрутное такси: 30Б

## Улица в произведениях литературы и искусства
Ямы - рабочий квартал. На Ямах нет ни асфальтов, ни мостовых. Ямы, как скотное стойло, затонули в смраде, в грязи, в нищете. Что ж, в самом деле: чистой публике города незачем быть в этих трущобах, чистая публика города ходит окольными путями.
Д. А. Фурманов. «Как убили Отца».
Серийный убийца, известный как «Мосгаз», совершил несколько своих убийств в г. Иваново в домах, расположенных именно на ул. Калинина.

## Галерея

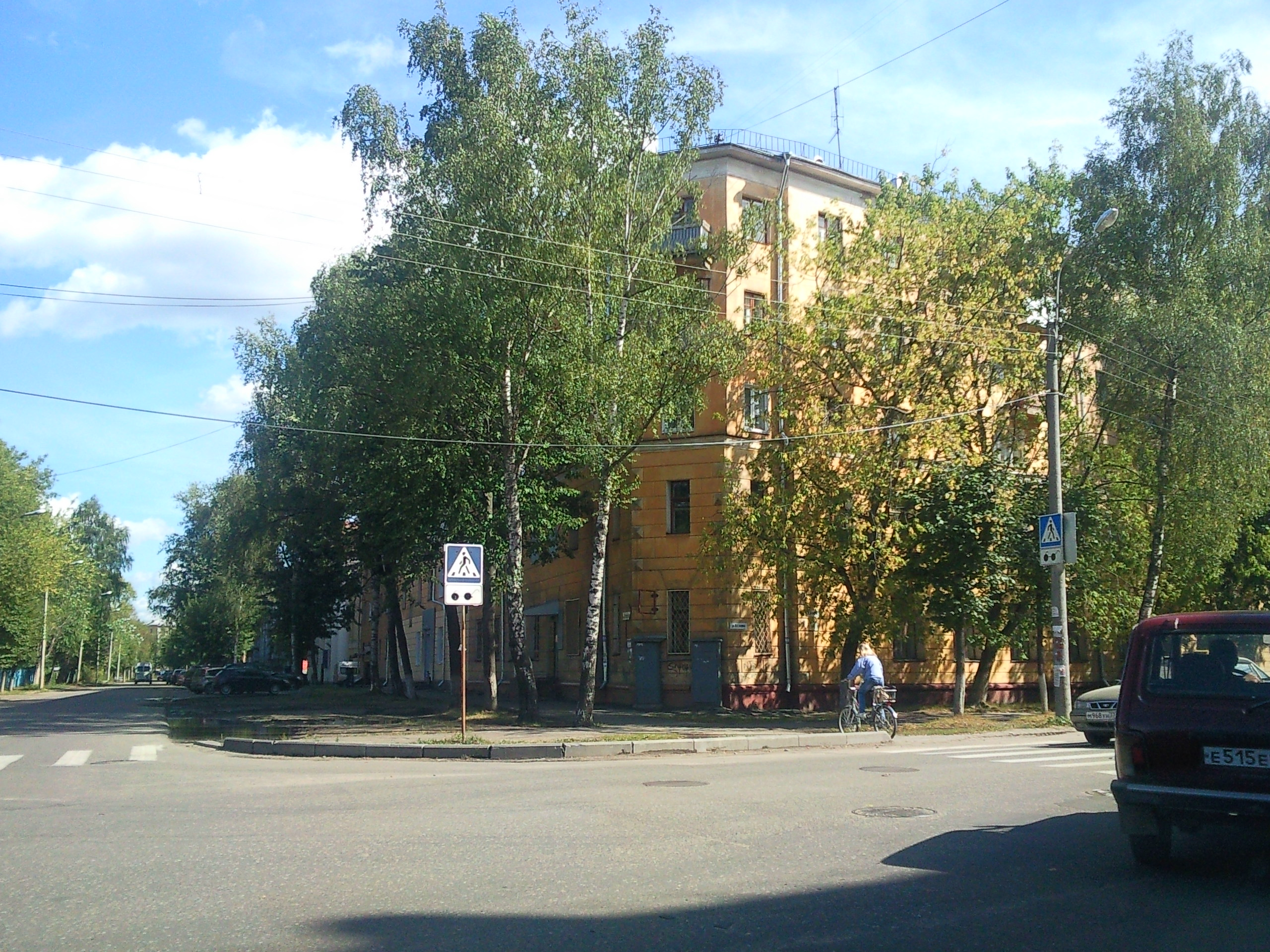
На перекрёстке улиц Калинина и Октябрьской
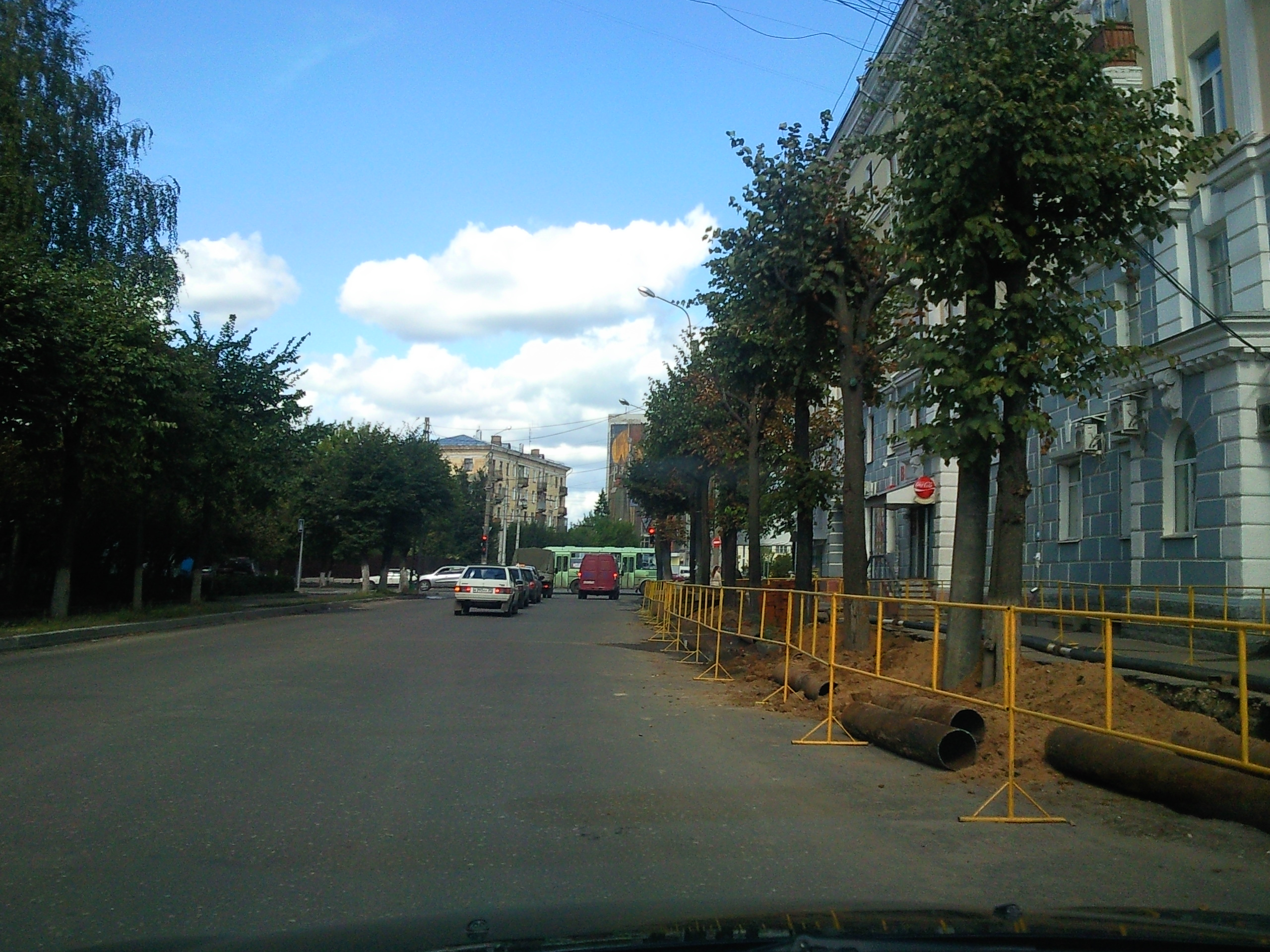
У перекрестка с улицей Карла Маркса